# Ambasciatori sassoni presso il Sacro Romano Impero
L'ambasciatore sassoni presso il Sacro Romano Impero era il primo rappresentante diplomatico della Sassonia presso il Sacro Romano Impero.
Le relazioni diplomatiche iniziarono ufficialmente nel 1662 e perdurarono sino allo scioglimento del Sacro Romano Impero nel 1806.

## Elettorato di Sassonia
- 1669-1664: Heinrich von Friesen
- 1664-1674: Augustin Strauch
- 1675-1681: Anton von Schott
- 1681-1682: Gottfried von Jena
- 1682-1683: Otto Heinrich von Friesen
- 1683-1684: Anton von Schott
- 1685: Otto Heinrich von Friesen
- 1685-1697: Moritz Heinrich von Miltitz
- 1697-1712: Georg von Werthern
- 1712-1718: Carl Gottfried von Bose
- 1718-1725: Christoph Friedrich von Gersdorff
- 1725-1733: Johann Friedrich von Schönberg
- 1733-1775: Johann Georg von Ponickau
- 1775-1779: Otto Ferdinand von Loeben
- 1779-1799: Peter Friedrich von Hohenthal
- 1799-1806: Hans Ernst von Globig